# Hildegard-von-Bingen-Gymnasium
Das Hildegard-von-Bingen-Gymnasium ist ein Gymnasium im Kölner Stadtteil Sülz. Es ist nach der Benediktinerin Hildegard von Bingen benannt.

## Gründung
Zur Gründung der Schule kam es, als im 19. Jahrhundert in Köln an Schulen für Mädchen Mangel herrschte. Nach der Franzosenzeit wurde von den Preußen die Schulpflicht auch für Mädchen eingeführt, jedoch stand nur eine öffentliche Schule zur Verfügung. So wurde die Schule nach Erteilung der Konzession am 16. April 1888 von der Kaufmannstochter Hedwig Drammer als eine von mehreren privaten Höheren Töchterschulen gegründet. Die Schule bezog ein Gebäude am Hohenstaufenring. 1909 wurde die Schule als „Höhere Lehranstalt für die weibliche Jugend“ anerkannt. 1918 übernahm Philomene Clemens die Schulleitung. Im Jahr darauf kaufte die Stadt Köln das Schulgebäude; als Träger fungierte fortan das Kuratorium „Verein Lyzeum Drammer“.
1928 begann der Umzug in das Gebäude der ehemaligen Strohhutfabrik Silberberg & Mayer in der Lotharstraße in Sülz, das die Stadt von der jüdischen Fabrikantenfamilie übernommen hatte und das ab 1940 nach einem Grundstückstausch  dem Kölner Gymnasial- und Stiftungsfonds gehörte. Ab 1930 wurde die Mädchenschule durch Aufbau einer Oberstufe zum Oberlyzeum ausgebaut und erhielt die Bezeichnung „Privates Hildegardis Oberlyzeum“. Die ersten Abiturprüfungen legten die Schülerinnen 1933 ab.
In der Zeit des Nationalsozialismus wurde die Schule verstaatlicht und entkonfessionalisiert. Am 1. April 1939 wurde das Oberlyzeum formell geschlossen und als „Staatliche Oberschule für Mädchen, sprachliche Form“ neu eröffnet. Die Schulleitung übernahm Dr. Walter Steinert, der NSDAP-Mitglied war. Als Steinert zur Bewachung von Gefangenenlagern abberufen wurde, übernahm eine Kollegin die Vertretung. Als die Wehrmacht das Schulgebäude 1939 für zwei Jahre beschlagnahmt hatte, wurde der Unterricht in einem Gebäude im Weyertal in Sülz erteilt. Am 27. September 1944 wurde der Unterricht wie in allen anderen Schulen im zerstörten Köln eingestellt; am 31. Oktober 1944 wurde die Schule bei Bombardierungen schwer beschädigt.

## Nach Kriegsende
Am 25. Oktober 1945 wurde der Unterricht im Schulgebäude in der Lotharstraße wieder aufgenommen; die Schule hieß jetzt wieder Hildegardis-Gymnasium. Das Haus war so schwer beschädigt, dass es von Schülerinnen und Lehrern notdürftig wiederhergerichtet wurde, bevor im Oktober 1946 das Staats-Hochbauamt dieses illegale Vorhaben stoppte und einen planmäßigen Wiederaufbau übernahm. Erst 1950 war so viel Raum vorhanden, dass der Unterricht vormittags erfolgen konnte. Die Hildegardis-Schule nutzte die linke Hälfte des Gebäudes, das Apostelgymnasium die rechte. Der wiederhergestellte Lichthof diente beiden Schulen als Turnhalle und Aula. Dennoch waren die Verhältnisse beengt. So war auf den geteilten Schulhöfen nur wenig Platz für die unteren Klassen. Die Oberstufen mussten bei geöffneten Fenstern in den Pausen auf den Fluren oder gar in den Klassen bleiben, sodass schon 1949 Überlegungen für Schulneubauten angestellt wurden.
Ab 1950 wurde die Schule zur Frauenoberschule ausgebaut; 1958 wurde ein altsprachlicher Zweig eingeführt. Bis dahin waren Englisch und Französisch als Fremdsprachen gelehrt worden. Am 17. April 1958 wurde der Grundstein für ein neues Schulgebäude in der Leybergstraße gelegt und die Schule in „Hildegard-von-Bingen-Schule“ umbenannt. Im November 1961 war der Umzug aller Schülerinnen abgeschlossen. 1967 erhielt die Schule einen erziehungswissenschaftlichen Zweig. Die Oberstufenreform veränderte die Unterrichtsform ab 1969, die unterschiedlichen Zweige wurden eingestellt. 1974 ging die Schule von staatlicher in städtische Trägerschaft über. 1976 wurde die Koedukation eingeführt.

## Besonderheiten
- 2002 richtete die Schule eine Internationale Förderklasse ein, in der Kinder mit Migrationshintergrund in Kooperation mit Studenten des Faches Deutsch als Zweitsprache der Universität zu Köln im Bereich der Sprachfertigkeit gezielt gefördert werden, um dann in der Mittelstufe in Regelklassen aufgenommen zu werden.
- Seit 2009 verfolgt die Schule das Konzept der Ganztagsschule mit besonderer Betonung des Sports; die Schule ist Gründungsmitglied im „Verbund sportbetonter Schulen“.
- Es bestehen Schulpartnerschaften unter anderem mit einer Schule in Tansania.
- Die Schule ist Organisator verschiedener Veranstaltungen wie einem Poetry Slam, Lesewettbewerben und vielen über das Jahr verteilten Konzertabenden.
- Aus Schülern des Hildegard-von-Bingen-Gymnasiums ging die Kölner A-cappella-Gruppe Wise Guys hervor.
- Die Schule weist einen musikalischen Schwerpunkt auf: Sie besitzt zwei Schulchöre, einen Elternchor, zwei Orchester und eine auch außerhalb der Schule auftretende Big Band. Zudem existieren in Kooperation mit der Rheinischen Musikschule sogenannte Bläser- und Streicherklassen.

## Persönlichkeiten

### Bekannte Lehrer
- Marie Veit (1921–2004), evangelische Theologin

### Bekannte Schüler
- Claudia von Alemann (* 1943), Filmregisseurin, Abitur 1963
- Carola Clasen (* 1950), Autorin
- Antje Starost (* 1950), Filmschaffende, Abitur
- Claus Kreß (* 1966), Rechtswissenschaftler, Abitur 1984
- Daniel Dickopf (* 1970), Wise Guys, Abitur 1990
- Edzard Hüneke (* 1971), Wise Guys, Abitur 1990
- Caroline Therese Aksinia Peters (* 1971), Schauspielerin, Abitur 1990
- Elena Teuffer (* 1973), Übersetzerin, Abitur 1994
- Ottman Azaitar (* 1990), MMA-Kämpfer, Abitur 2012
- Szaundra Diedrich (* 1993), Judoka, Abitur 2013
- Yann Aurel Bisseck (* 2000), Fußballer, Abitur 2017
- Roxana Samadi (* 2001), Schauspielerin, Abitur 2019
- Jan Thielmann (* 2002), Fußballer, Abitur 2021